# Пітайо іржастий
Пітайо іржастий (Ochthoeca fumicolor) — вид горобцеподібних птахів родини тиранових (Tyrannidae). Мешкає в Андах.

## Підвиди
Виділяють п'ять підвидів:

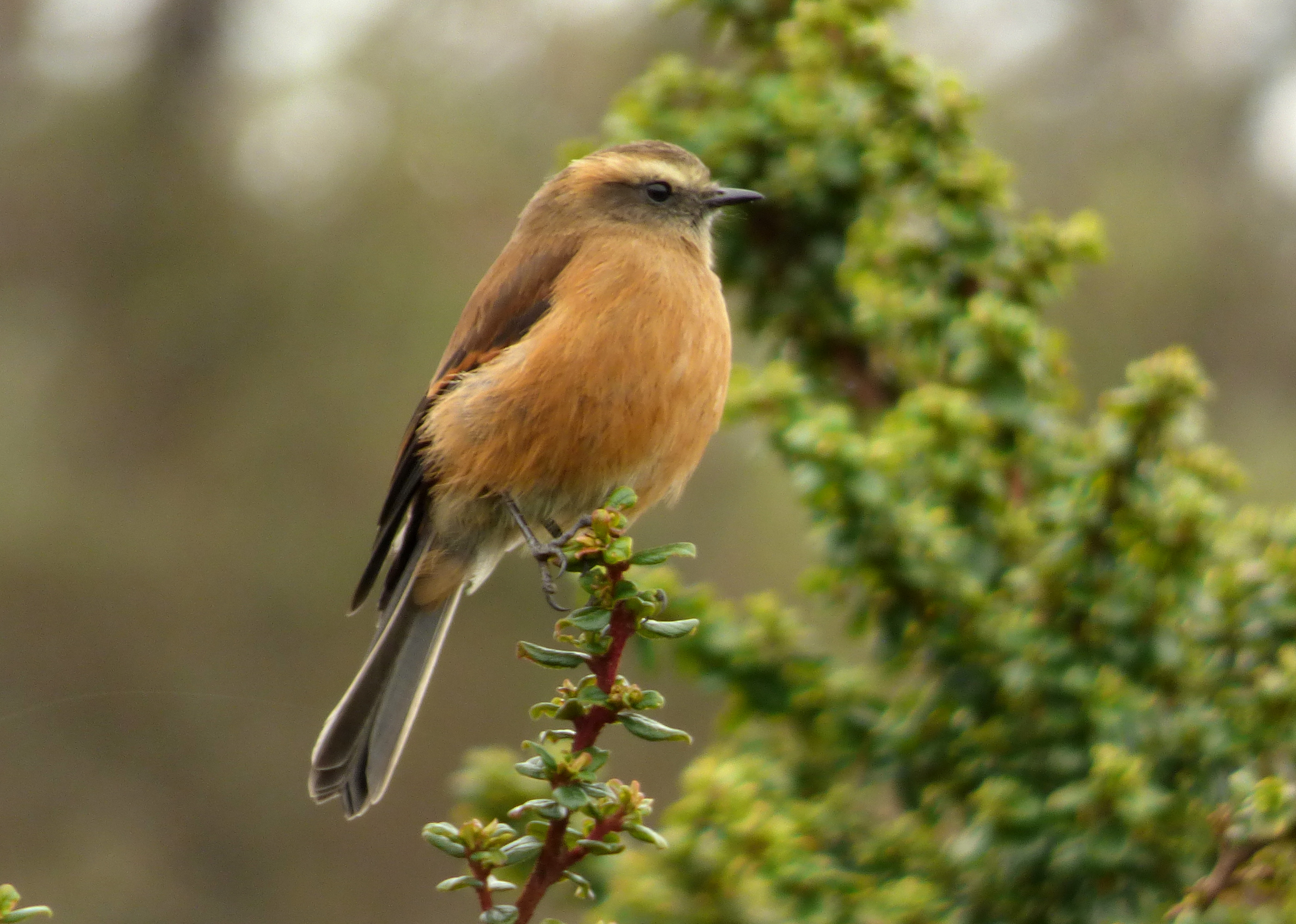
Іржастий пітайо

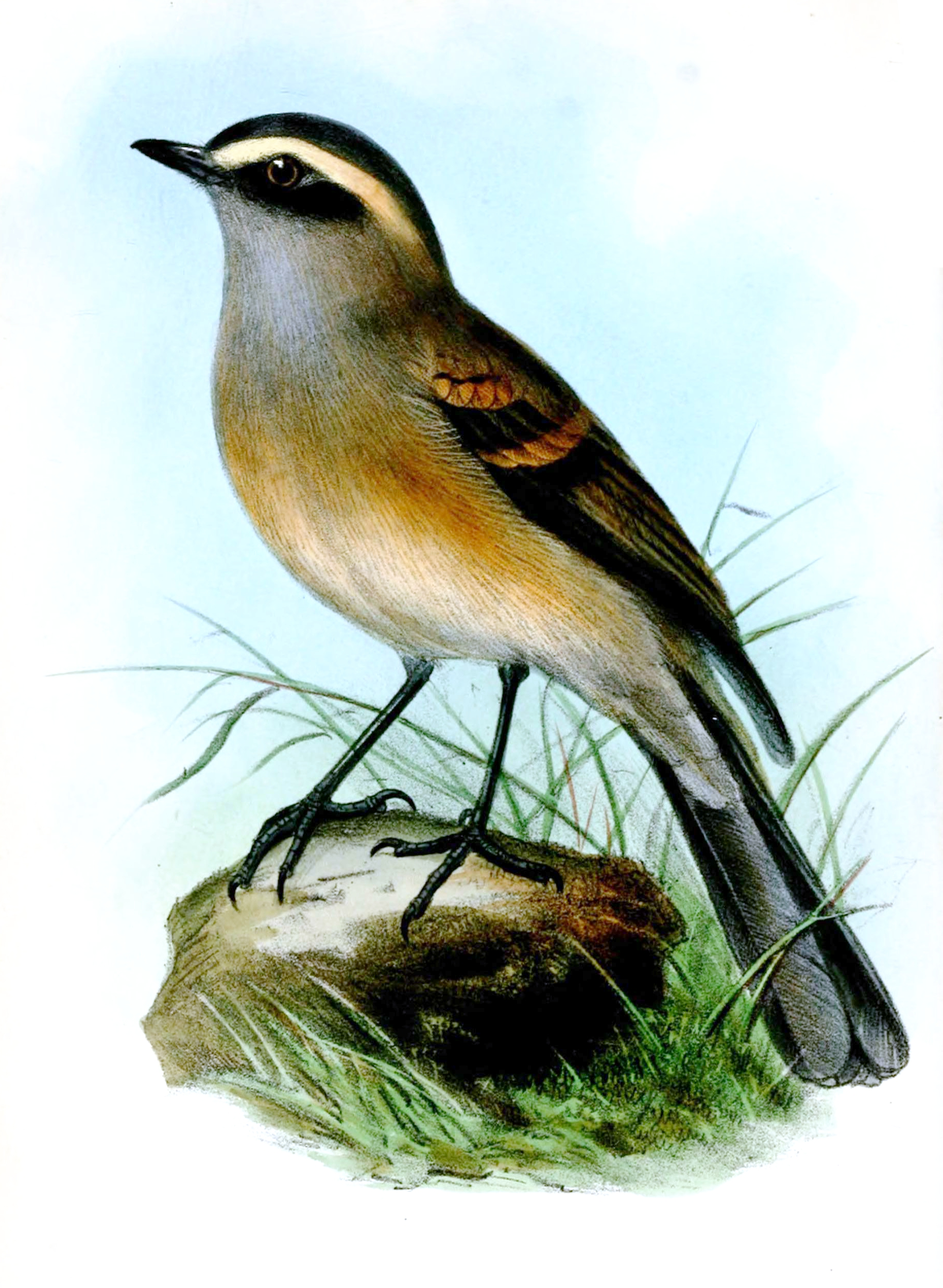
Іржастий пітайо

- O. f. ferruginea Zimmer, JT, 1937 — Східний хребет колумбійських Анд (на південь до Кундінамарки), крайній північний заход Венесуели (крайній захід Тачири);
- O. f. superciliosa Sclater, PL & Salvin, 1871 — Кордильєра-де-Мерида (північно-західна Венесуела);
- O. f. fumicolor Sclater, PL, 1856 — Центральний і Західний хребти колумбійських Анд (Антіокія);
- O. f. brunneifrons Berlepsch & Stolzmann, 1896 — Центральний і Західний хребти колумбійських Анд (на південь від Кальдаса і Кауки), Еквадорські Анди, північ Перуанських Анд (на заході до Кахамарки і на сході до Хуніна);
- O. f. berlepschi Hellmayr, 1914 — південний схід Перу (Куско, Пуно), центральна і західна Болівія (Ла-Пас, Кочабамба).

Деякі дослідники виділяють підвид O. f. superciliosa в окремий вид Ochthoeca superciliosa.

## Поширення і екологія
Іржасті пітайо мешкають у Венесуелі, Колумбії, Еквадорі, Перу і Болівії. Вони живуть у вологих гірських тропічних лісах Анд, у високогірних чагарникових заростях, на гірських луках і пустищах (парамо) та на узліссях. Зустрічаються на висоті від 2600 до 4400 м над рівнем моря.